# クックとプッケ
クックとプッケ（Quick & Flupke）は、1930年にベルギーの「Le Petit Vingtième」紙においてエルジェによって発表された作品で、ショートストーリーで登場。日本では冨山房から出版された。

## 概要
ブリュッセルに住むクックとプッケの2人が巻き起こすいたずらとそれによって起こる混乱など、彼らの日常のドタバタを中心に描いた内容。『タンタンの冒険』とは違い非常に短く、少し毒のきいたコミカルな作風となっている。
1980年代に制作されたアニメ版は、カートゥーン・ネットワークで3分程の番組として「クィック＆フラプキー」のタイトルで放映された。
クックとプッケは『タンタンの冒険』の「ななつの水晶球」に登場し、港町でハドック船長にイタズラする少年で登場した（アニメでは格好がそれに似た少年で登場した）。他に「タンタンのコンゴ探険」と「ふしぎな流れ星」にも登場している。

## 本のタイトル
- いたずら 2にんぐみ
- いたずら だいさくせん
- ゆかいな ふたり
- とことん いたずら
- こりない ふたり

## アニメ版
1980年代にベルギーで製作されたミニ・アニメで内容はほぼ原作どおりと原作にないエピソードもあり、パターンとしてはレギュラーのおまわりさん（おじさん）が酷い目に遭うというオチが多い。
日本語吹き替え版
- クック（クィック）：喜田あゆ美
- プッケ（フラプキー）：折笠愛
- おまわりさん：？